# Eliot Hodgkin
Curwen Eliot Hodgkin (* 19. Juni 1905 in Purley Lodge, Pangbourne bei Reading; † 31. Mai 1987) war ein englischer Maler. Obwohl er mit Ölfarbe zu malen begann, nutzte er für den größten Teil seiner Werke Temperafarben, speziell für seine Stillleben.

## Familienleben
Hodgkin war der einzige Sohn seiner Eltern Charles Ernest Hodgkin und Alice Jane Brooke. Die Hodgkin-Familie waren eine Quaker-Familie und verwandt mit Roger Fry. Eliot, Cousin des abstrakten Malers Howard Hodgkin, besuchte von 1919 bis 1923 die Harrow School. Sein künstlerisches Leben begann in London an der Byam Shaw School of Art und der Royal Academy Schools in Francis Ernest Jackson.